# Vlăduleni, Gorj
Vlăduleni este un sat în comuna Bâlteni din județul Gorj, Oltenia, România.
Conform recensământului populației din 2002, satul avea o populație de 1072 de persoane.